# Glastonbury Fesztivál
A Glastonbury Festival (teljes nevén: Glastonbury Kortárs Előadó-művészeti Fesztivál) egy ötnapos kortárs előadó-művészeti fesztivál, amelyet Piltonban (Somerset, Anglia) rendeznek meg évente. Zenén kívül, egyéb előadók is fellépnek a fesztiválon. A fesztivál mindig nagy sikernek örvend, több előadó is kiadott albumot és DVD-t a fellépéseiről. Évente 200 ezer ember látogatja minden nap a koncertsorozatot, amellyel sokáig a világ legnagyobb zenei fesztiválja volt. Az alkalmazottak nagy része önkéntes, amellyel évente több millió fontot juttatnak jótékony célokra.
A brit kultúra fontos része, a hippi mozgalom jellemző vonásai inspirálták. Az 1970-es évektől minden évben növekedett, sikere nőtt. A legtöbb vendéget 1994-ben fogadták be, 300 ezer fővel. 1970 és 1981 között időszakosan rendezték meg, azóta évente tartják meg, egy éves szünetekkel öt évente, hogy a helyi lakosságnak és a rendezőknek adjanak lehetőséget pihenésre. A legutóbbi fesztivál 2019-ben volt, azóta mindet fel kellett függeszteni a Covid19-pandémia miatt.

## Története

### 1970-es évek

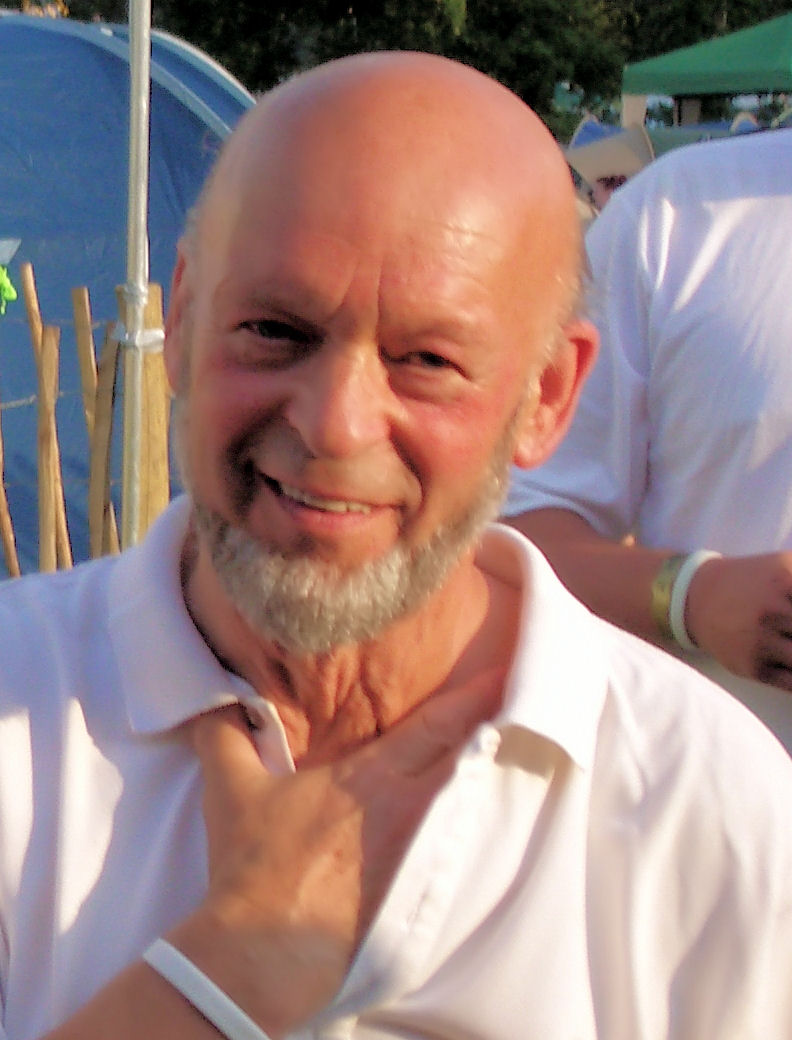
Michael Eavis 2005-ben

#### Pilton Fesztivál 1970
Az első fesztivál a Worthy farmon a Pilton Pop, Blues & Folk Fesztivál volt, amelyet Michael Eavis rendezett 1970. szeptember 19-én és 1500-an vettek részt rajta. A jegyek ára 1 font volt, fontos fellépők közé tartozott a T. Rex, a Steamhammer és Keith Christmas. Michael Evis azt követően rendezte meg az első fesztivált, hogy látott egy Led Zeppelin koncertet az 1970-es Bath blues fesztiválon. A Pilton Fesztivált a hippi mozgalom jellemző vonásai inspirálták.

#### Glastobury Ingyenes Fesztivál 1971
Az 1971-es fesztiválon szerepelt először a Piramis Színpad, amely napjainkig is a legnagyobb színpadja a koncertsorozatnak. Bill Harkin készítette, a Gízai nagy piramis lekicsinyített másolata volt. A fellépők között volt David Bowie, a Mighty Baby, a Traffic, a Fairport Convention, a Gong, a Hawkwind, Skin Alley, a The Worthy Farm Windfuckers és Melanie. A fesztivál történései a Glastonbury Fayre filmen lettek megörökítve.

#### Glastonbury 1979
1978-ban volt egy eredetileg nem tervezett, rögtönzött fesztivál, mikor a Stonehenge fesztiválról a rendőrség átirányított néhány autót a Worthy Farm felé. A következő esemény 1979-ben pénzügyileg sikertelen volt.

### 1980-as évek

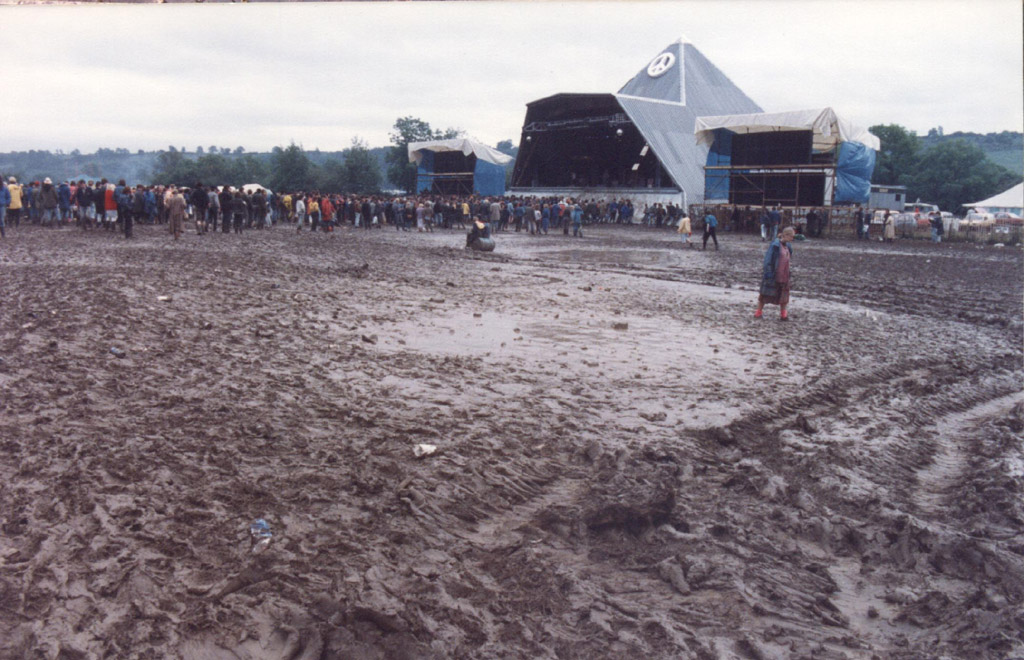
A Piramis Színpad 1985-ben

Az 1980-as években lett egy évente megrendezett fesztivál a Glastonbury. 1981-ben Michael Eavis átvette az irányítást az esemény felett. Ebben az évben készítettek egy új Piramis Színpadot, amely télen tehénistállóként és szénapajtaként szolgált.
Az 1981-ben hozott először profitot a fesztivál, amelyből Eavis 20 ezer fontot jótékony célokra ajánlott. A következő években ez szintén folytatódott és a Hidegháború vége óta a Greenpeace, az Oxfam és a WaterAid kapta a legtöbb adományt, amelyért cserébe a szervezetek önkéntesekkel segítenek a szervezésben.
1983-ban elkezdték korlátozni a résztvevők számát. Ez eredetileg 30 ezer volt, majd évente nőtt a mai több, mint 100 ezer résztvevőre.
1984-ben a The Smiths-koncert közben a színpadot gyerekek rohamozták meg. A Weather Report játszott a nagyszínpadon, az utolsó este pedig Elvis Costello adott egy három órás koncertet.
1985-ben a fesztivál túl nagy lett ahhoz, hogy a Worthy Farmon rendezzék meg, ezért megvásárolták a Cockmill Farmot. A fesztiválon ebben az évben sokat esett az eső, a sár ami kialakult, tehénürülék és iszap keveréke volt. Ennek ellenére ez nem akadályozta meg a résztvevőket, hogy élvezzék a koncerteket.

### 1990-es évek
1990-ben rendezték a legnagyobb fesztivált addig, de az utolsó nap erőszakba torkollott. Ennek következtében 1991-ben nem rendezték meg, hogy legyen idejük újratervezni a fesztivált. 1992-ben nagy sikerrel tért vissza az esemény.

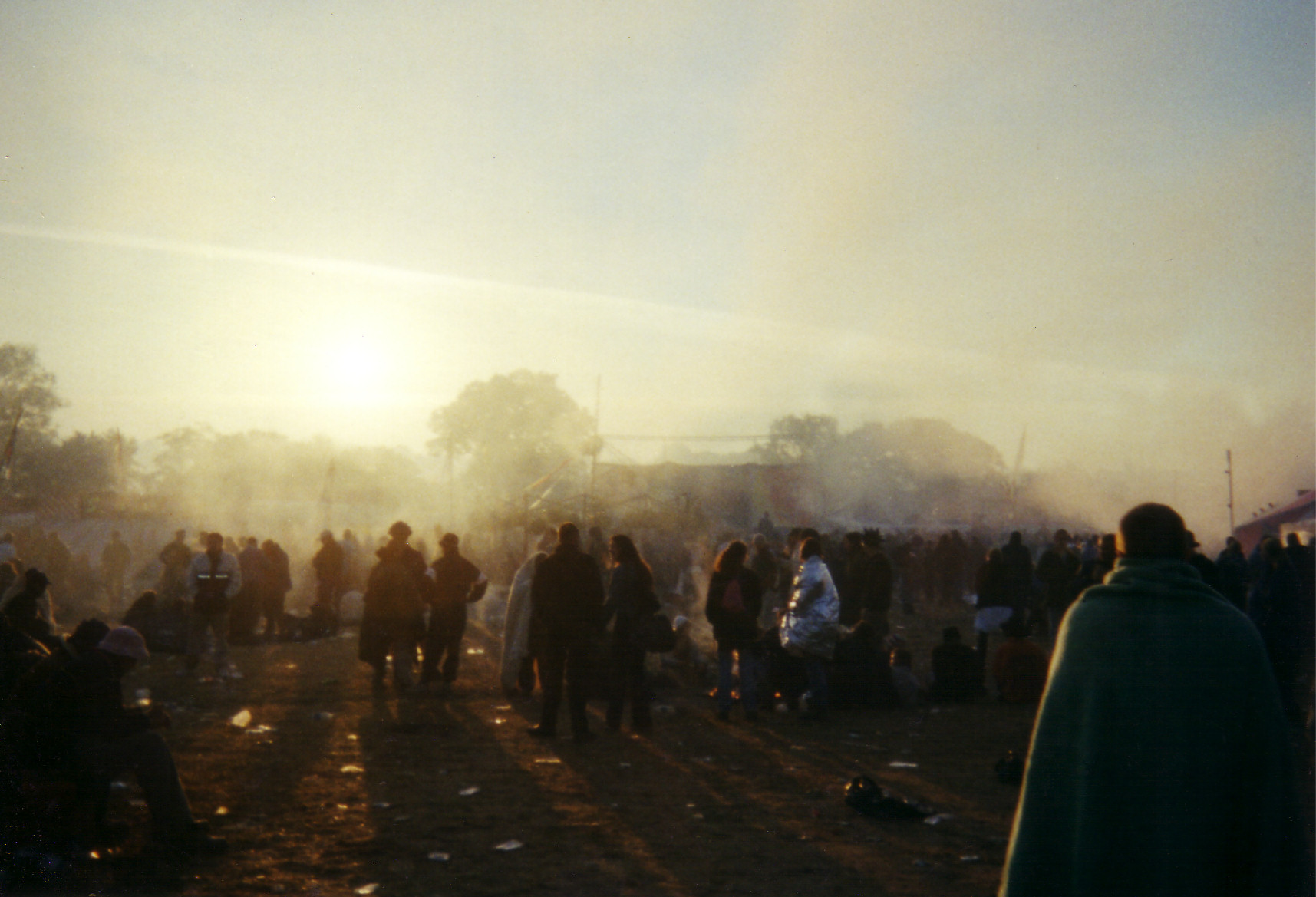
A Glastonbury fesztivál 2000-ben

1994-ben egy héttel a fesztivál előtt leégett a Piramis Színpad, ezért egy átmeneti színpadot kellett felépíteniük. A Levellers volt a fesztivál headlinere és 300 ezer ember előtt játszottak, ami a mai napig Glastonbury-rekord. Ebben az évben először a Channel 4 adta élőben a fesztivált.
1994 fontos fordulópont volt a dance-zene fontosságában a fesztivál életében az Orbital koncertjének köszönhetően. Ezt követően indították el a Dance Village részét a fesztiválnak 1997-ben. Az Orbital fellépése utat nyitott olyan előadóknak, mint a Chemical Brothers, a Massive Attack és az Underworld.
1995-ben nagyban megemelkedett a résztvevők száma, mert a biztonsági kerítéseket áttörték a fesztivál pénteki napján. Fontos fellépők az évben az Oasis, az Elastica, a Pulp, PJ Harvey, Jeff Buckley, a Jamiroquai és a The Cure voltak. Ebben az évben volt először dance-szekciója a fesztiválnak, olyan előadókkal, mint a Massive Attack és Carl Cox. 1996-ban nem tartottak fesztivált, amelyet öt évente ismételtek meg 2011-ig, amikor 2012-re helyezték át a szünetelő évet. 1996-ban jelent meg a Glastonbury the Movie, amelyet 1993-ban és 1994-ben vettek fel.
1997-ben a fesztivál szponzorai a The Guardian és a BBC voltak. Eső következtében ismét sárban úszott a teljes terület. Sokan elhagyták a fesztivált, de akik maradtak több ikonikus fellépést is láthattak, mint a Radiohead koncertje a Piramis Színpadon, amelyet minden idők egyik legjobb Glastonbury-koncertjének tartanak.

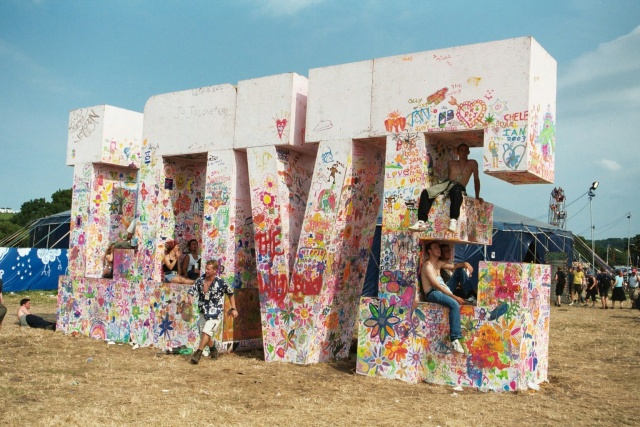
A The Beatles által inspirált "Love" felirat a fesztivál területén 2003-ban

1998-ban ismételten nagy viharok voltak a fesztivál idején, akiket ez nem rettentett el, láthatták a Pulp-ot, Robbie Williamst és a Blurt. 1998-ban volt először a hivatalos részvételi szám 100 ezer fölött.
A teljes részvétel megközelítette a 250 ezret, ismételten mert 100 ezer ember betört a fesztivál területére.

### 2000-es évek
2000-ben mutatták be az úja Piramis Színpadot. A fesztivál headlinerei a Chemical Brothers, a Travis és David Bowie voltak, az utóbbinak 30 év után az első fellépése itt. A Piramis Színpadon egy szokatlan esemény is történt, két résztvevő összeházasodott. 250 ezer ember vett részt a fesztiválon, bár hivatalosan csak 100 ezer jegyet adtak el. A 2001-es évben nem rendezték meg a Glastonburyt, hogy a biztonsági problémákat megoldják.

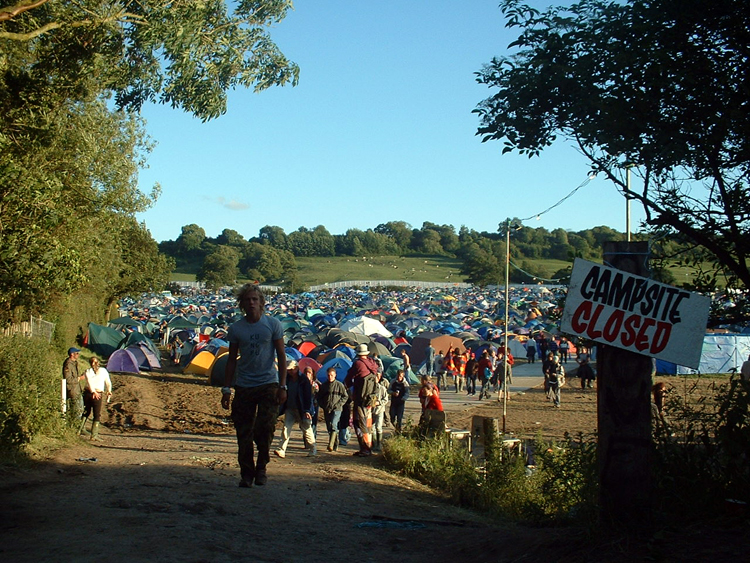
Pennard Hill, 2004

2002-ben a Mean Fiddler volt a logisztikai tervezés mögött, dupla kerítést építettek a fesztivál helyszíne köré. Ennek köszönhetően a bűnözés visszaesett a koncertsorozat idején a korábbi évekhez képest. Ebben az évben a Coldplay volt a headliner a Piramis Színpadon. A fesztivált Rod Stewart zárta.
2003-ban 150 ezer jegyet adtak el egy nap alatt, 2002-ben 140 ezret adtak el két hónap alatt. Ez volt az első alkalom, hogy az előtt eladták az összes jegyet, hogy bejelentették volna az összes fellépőt. Az Oxfarm, a Greenpeace és a WaterAid 500 ezer fontot kapott adományokban a fesztiváltól.
2004-ben ismételten 24 óra alatt eladták az összes jegyet. Az első öt percben 2 millióan próbáltak jegyet venni a hivatalos weboldalon. A fesztivál késve kezdődött el az időjárás miatt. A fesztivált a Muse zárta vasárnap és az Oasis volt a fő fellépő pénteken. A Franz Ferdinand és Sir Paul McCartney szintén fellépett. A brit médiában megjelentek cikkek arról, hogy a fesztivál látogatói pszichedelikus drogokat használtak.
A 2004-es fesztivál után Michael Eavis bejelentette, hogy 2006-ban szünetelni fog a fesztivál.

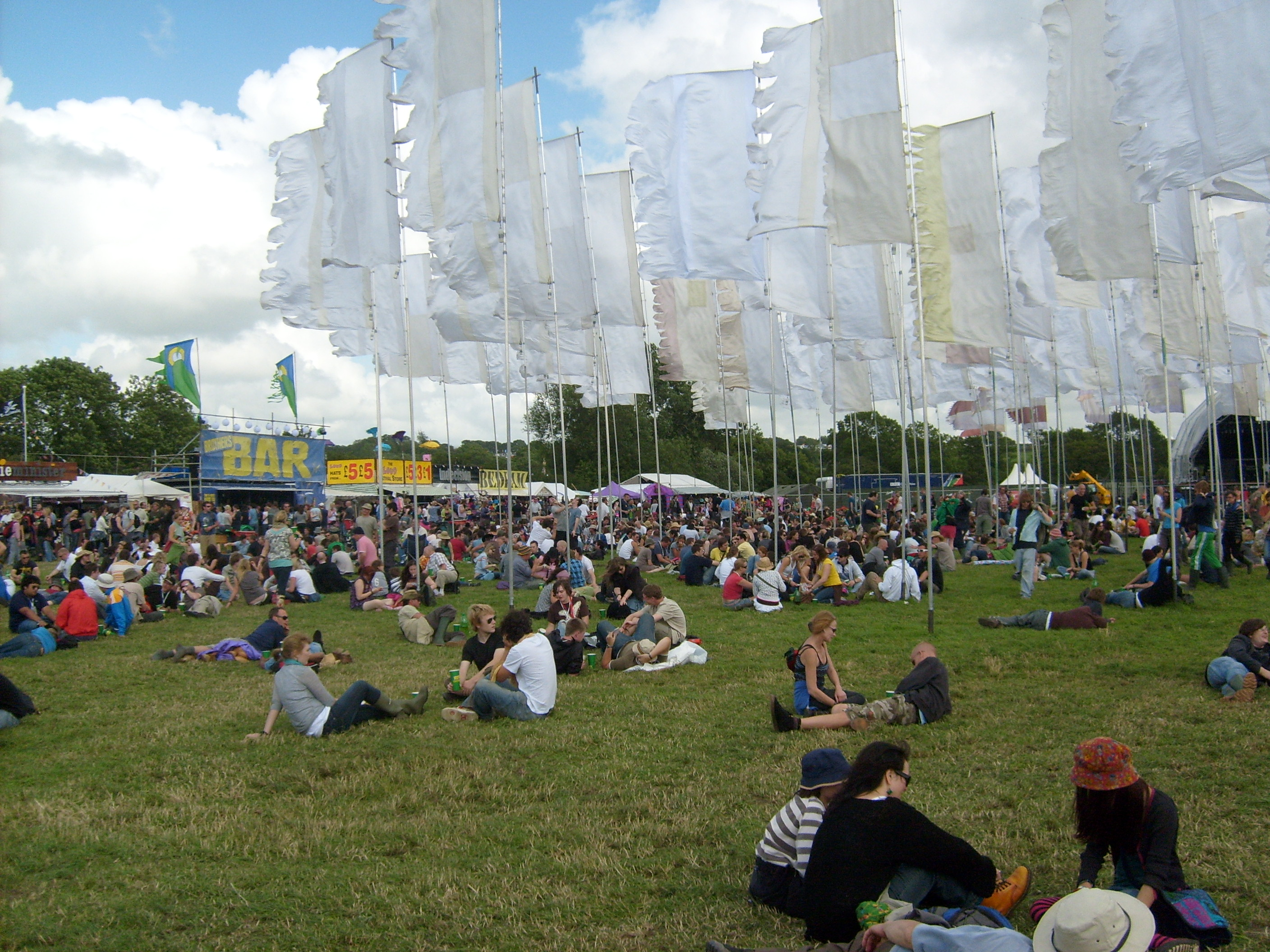
Jazz World, 2007

2005-ben a 112,500 jegyet 3 óra és 20 perc alatt adták el. A fesztivál helyszínét 3.6 km2-re növelték, 385 koncertet rendeztek és nagyjából 150 ezren látogatták meg. A vasárnapi headliner eredetileg Kylie Minogue lett volna, de miután mellrákkal diagnosztizálták, le kellett mondania a fellépést. Helyét a Basement Jaxx vette át. A Coldplay-jel együtt a koncertjük alatt előadták Minogue "Can't Get You Out Of My Head" című dalát. Egyre több dance-előadó lépett fel a Dance Lounge, a Roots Stage, és a Pussy Parlour színpadokon. A fesztivál nyitását elhalasztották időjárás miatt, több színpadot is megrongált a vihar. Ennek ellenére az eddigi legbiztonságosabb fesztiválnak nevezték.

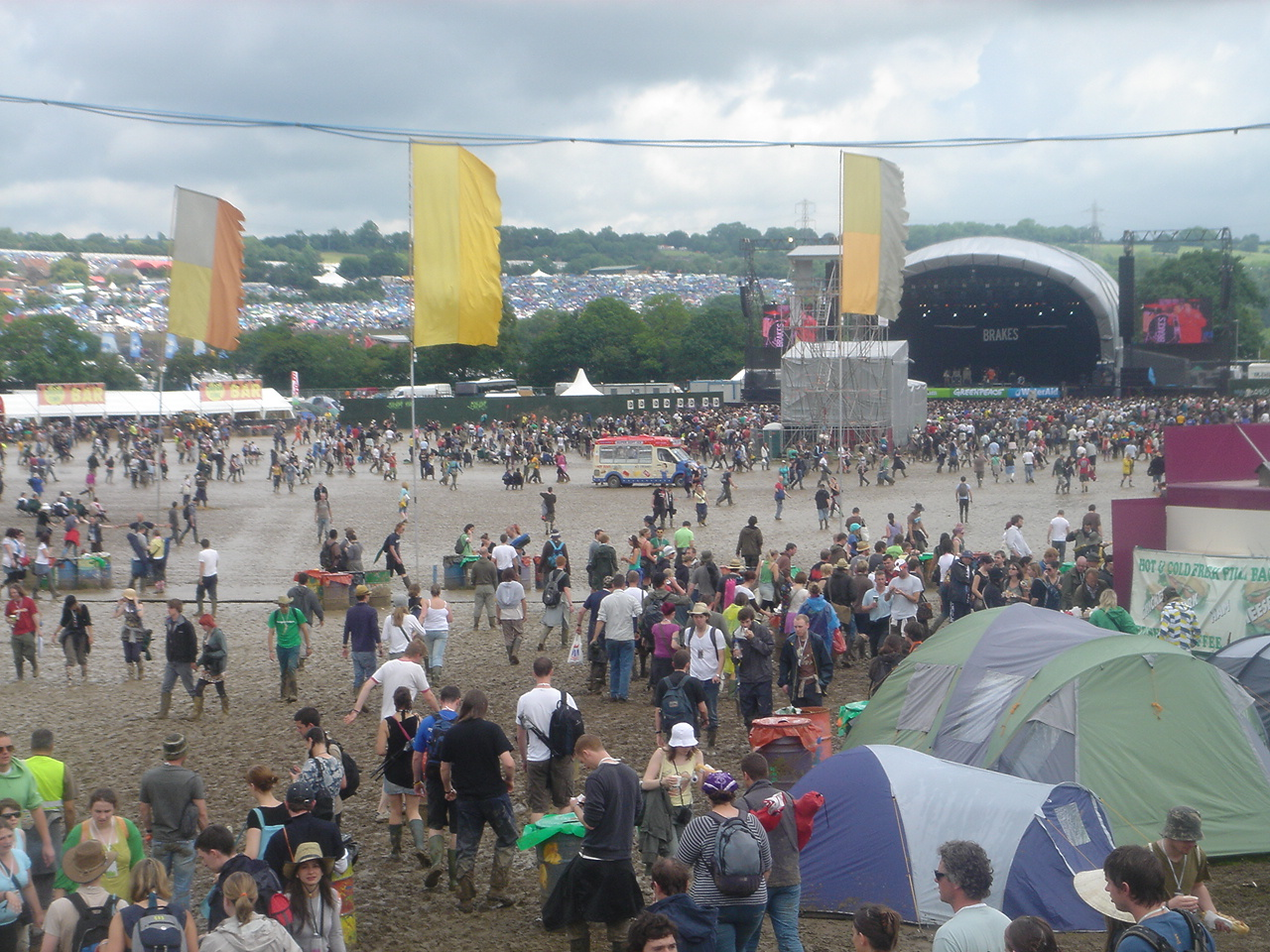
Sár az "Other Stage" előtt 2007-ben

2006-ban nem tartották meg a fesztivált, de kiadtak egy dokumentumfilmet, amelyet Julien Temple rendezett. A filmen a fesztiválon felvett videók szerepelnek, illetve rajongók által beküldött felvételek. A Glastonbury-t április 14-én adták ki.
A 2007-es Glastonbury headlinerei az Arctic Monkeys, a The Killers, és a The Who voltak. 2007-ben több, mint 700 előadó lépett fel a fesztiválon, 80 színpadon, 177 ezres kapacitással. A biztonsági kerítés felépítése óta ennek a fesztiválnak volt a legtöbb résztvevője: a 145 fontos jegyekből 137,500-at adtak el kevesebb, mint két óra alatt. Ugyan elköltöttek 750 ezer fontot az eső elleni védekezésre, a viharok ismét problémát okoztak a koncertsorozat alatt, az 1998-as esethez hasonlóan.
Mikor az emberek megpróbálták elhagyni a fesztivált, az autóknak több, mint kilenc órába telt elhagyni a helyszínt. Ez több alkalommal is fizikális és szóbeli erőszakba torkollott. 2005-hez képest kevesebb bűntett (236) történt a koncertsorozat alatt, de a letartóztatások száma több volt. 1200 embert kellett orvosilag ellátni, ezek közül 32-t kellett kórházba vinni. Egy ember hunyt el a fesztivál alatt drogtúladagolás miatt.
2007. december 20-án Arabella Churchill, a fesztivál egyik fontos szervezője 1971 óta, elhunyt 58 évesen, rákos megbetegedés következményében.
A 2008-as Glastonbury fesztivált június 27 és 29 között tartották. A legfontosabb fellépők a Kings of Leon, Jay-Z és a The Verve voltak. 40 ezer jegyet nem tudtak eladni az elő-regisztrációs folyamat következtében. Egy nappal a fesztivál kezdete előtt még mindig nem kelt el 3 ezer jegy, amellyel az első lett volna 15 év után, amelyre nem kelt el az összes jegy a fesztivál kezdete előtt. A 2008-as fesztivál 22 millió dollárba került és megnyerte a Zöld Fesztivál díjat.

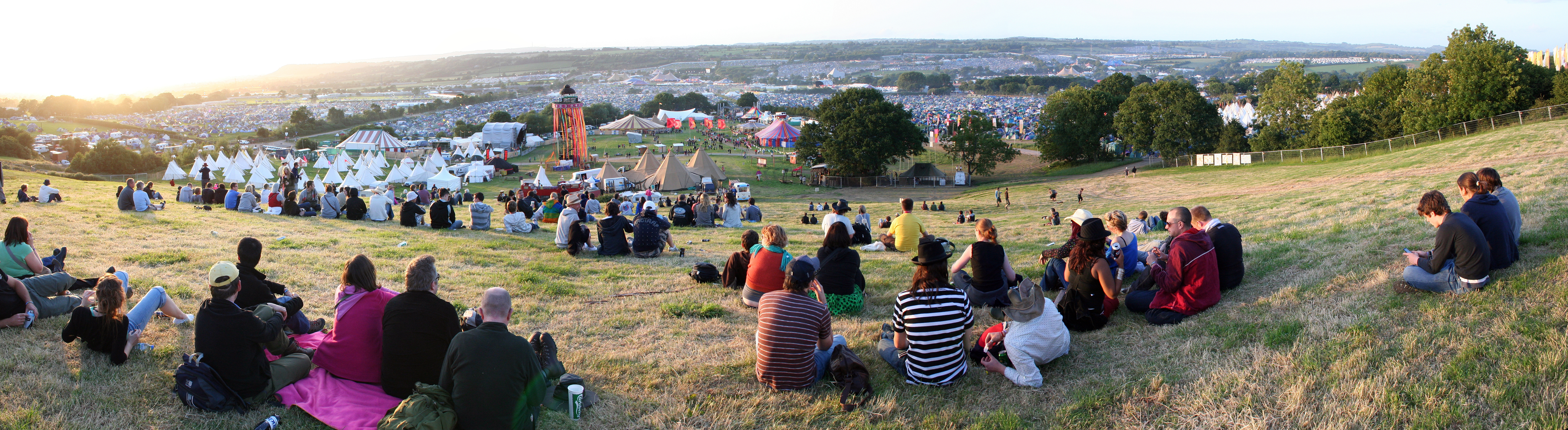
Glastonbury, 2009

A 2009-es fesztivál június 24 és 28 között volt megrendezve. 2008 októberében kezdték el eladni a jegyeket, amelyből mind a 137,500-at eladták. A Piramis Színpad headlinerei között volt a Blur, Bruce Springsteen és Neil Young. Az Other Stage legfontosabb fellépői pedig a The Prodigy, a Bloc Party és a Franz Ferdinand voltak.

### 2010-es évek

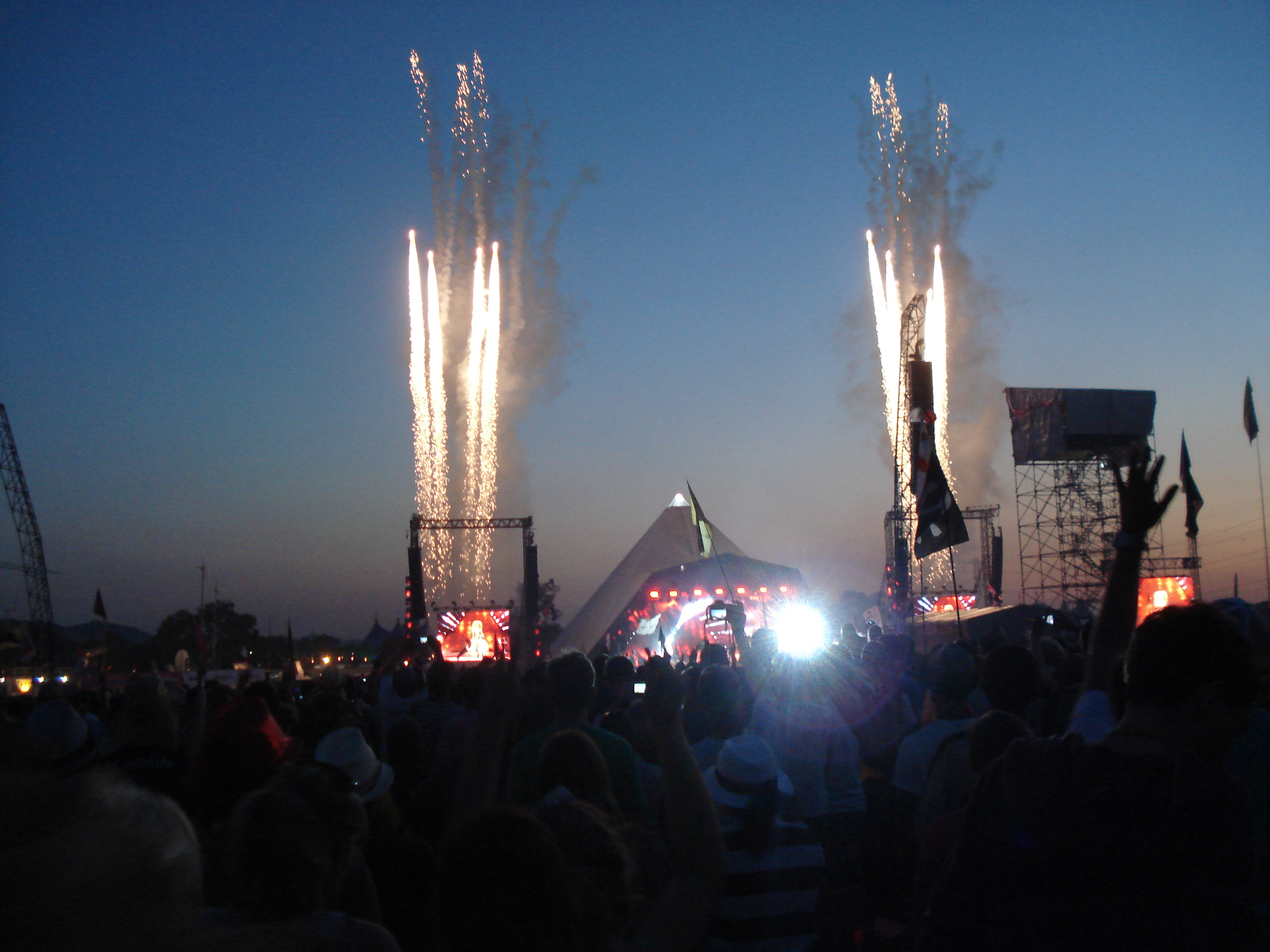
Beyoncé 2011-es koncertje

A 2010-es fesztivált június 23 és 28 között rendezték meg. Michael Eavis Stevie Wonderrel együtt énekelte a Boldog Szülinapot angol változatát, hogy megünnepeljék a fesztivál 40. évfordulóját. Az előző két évvel ellentétben, 2010-ben ismét elkelt az összes jegy 24 órán belül. A U2 lett volna a Piramis headlinere, de Bono hátsérülése miatt le kellett mondaniuk és a Gorillaz vette át a helyüket. A további headlinerek a Muse és Stevie Wonder voltak. 2002 óta az első esőmentes fesztivál volt, és a legmelegebb az indulása óta.

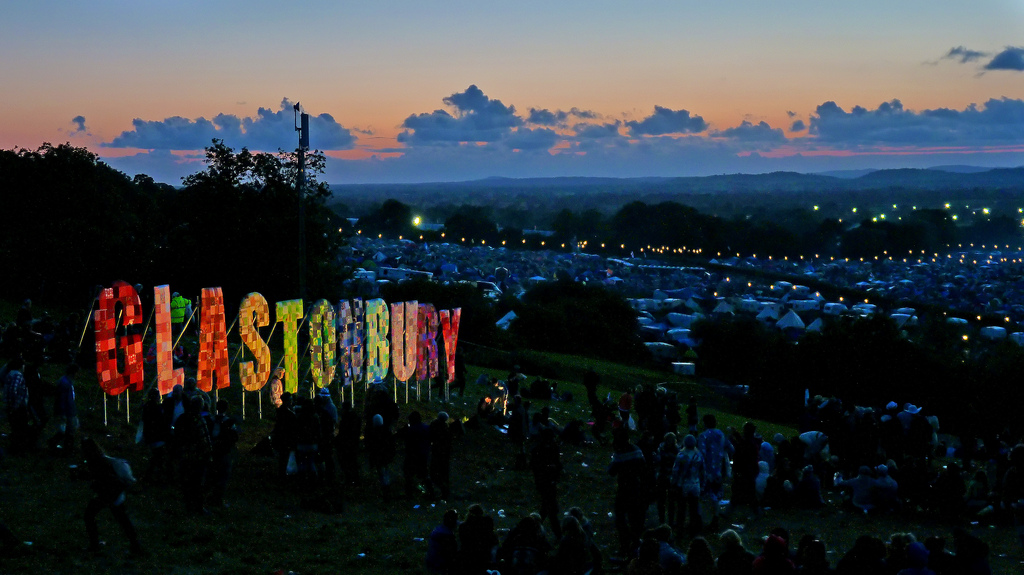
A 2011-es Glastonbury Fesztivál

A 2011-es fesztivált június 22 és 26 között rendezték meg. A jegyeket négy óra alatt adták el. A headlinerek a U2, a Coldplay és Beyoncé voltak. Az utóbbi 1999 óta az első női headliner volt.
A fesztivált nem tartották meg 2012-ben, amelynek egyik indoka a 2012-es olimpiai játékok logisztikai szükségletei volt. Az időszakban, mikor a koncertsorozatot megrendezték volna, nagy esőzések voltak Somersetben. A 2013-as fesztivál jegyire már 2011 júniusában lehetett regisztrálni. A jegyeket rekordgyorsasággal eladták, 100 perc alatt.
A 2014-es fesztivál idején elhunyt egy résztvevő ketamin-túladagolásban. Ennek ellenére a bűnözés ismét visszaesett az előző rendezvényhez képest. Ezt követően a következő 10 évre kapott engedélyt a fesztivál, 2024-ig.
Néhány héttel a 2015-ös fesztivál előtt, a Foo Fighters frontembere, Dave Grohl leesett egy színpadról, amelynek következtében vissza kellett mondaniuk a fellépést és a Florence and the Machine  lett a pénteki headliner. További fontos fellépők Kanye West és a The Who voltak. A fesztiválon elhagyott cipőket a calaisi menekülttábornak adományozták.

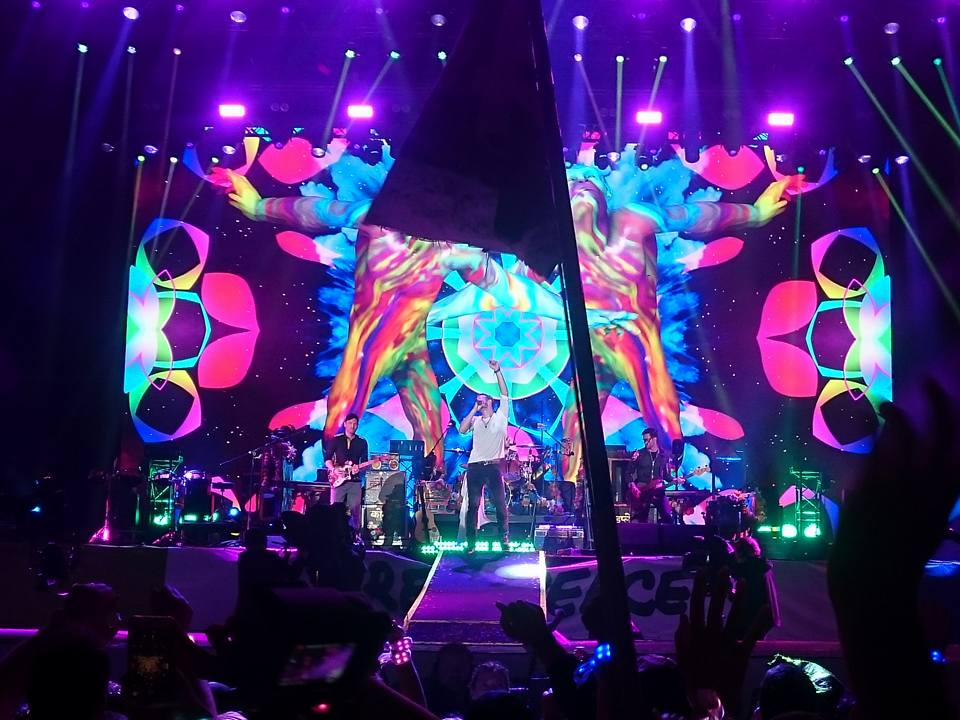
A Coldplay koncertje a 2016-os fesztiválon

2017-ben bejelentették, hogy a BBC kapta meg a jogokat, hogy közvetítse a fesztivált 2022-ig.
2018 februárjában Emily Eavis a BBC-n jelentette be, hogy a 2019-es eseményen nem fognak műanyag üvegeket használni, környezetvédelmi okokból. 2018-ban nem rendezték meg a fesztivált.
2019-ben új színpadokkal tért vissza a fesztivál. A Piramis Színpad headlinere Stormzy, a The Killers és a The Cure volt, míg egyéb fontos fellépők közé tartozott Miley Cyrus, Janet Jackson, Kylie Minogue, a Wu-Tang Clan, a The Chemical Brothers és Fatboy Slim.

### 2020-as évek
2020. március 18-án a Glastonbury 50. évfordulóját lemondták a Covid19-pandémia következtében. A headliner Paul McCartney, Taylor Swift és Kendrick Lamar lett volna, míg további jelentős fellépők közé tartozott a Florence and the Machine,  Adele, R.E.M., Beyoncé, a Rolling Stones, Jay-Z és Billie Eilish. 2021. január 21-én jelentették be, hogy a 2021-es fesztivált is lemondják a pandémia miatt.

## Helyszín
A fesztivált a Worthy Farmon rendezik meg Pilton és Pylle falvak között, Somersetben, hat mérföldre Glastonburytől, a A361 és az A37 utak között. A legközelebbi város Shepton Mallet 5 km-re, északkeletre található.
Elhelyezkedése miatt az 1997-es és 1998-as fesztiválon is árvíz volt a helyszínen. Ugyan ezen esetek után fejlesztették az infrastruktúrát, 2005-ben ismételten beleütköztek a problémába.

## Politikai aktivizmus
Miután felépült rákos megbetegedéséből, Michael Eavis az angol Munkáspárt jelöltje volt az 1997-es választásokon, majd 2004-ben a Zöld Pártra váltott. 2010-től ismét a Munkáspártot támogatta.
Eavis 2017-ben meghívta Jeremy Corbynt, a Munkáspárt vezetőjét, hogy jelenjen meg a fesztiválon és a jelen hősének nevezte.

## Fellépők
| Sorszám | Év              | Dátum                                                   | Eladott jegyek                                                                        | Headlinerek                                                                    | Fontos fellépők | Jegyár   |
| ------- | --------------- | ------------------------------------------------------- | ------------------------------------------------------------------------------------- | ------------------------------------------------------------------------------ | --- | -------- |
| 1       | 1970            | szeptember 19.                                          | 1,500                                                                                 | T.Rex (a The Kinks helyett)                                                    | Steamhammer, Duster Bennett, Alan Bown, Wayne Fontana, Amazing Blondel, Marc Bolan, Keith Christmas, Al Stewart, Quintessence, Stackridge | £1       |
| 2       | 1971            | június 20-24.                                           | 12,000                                                                                | David Bowie                                                                    | Joan Baez, Hawkwind, Melanie, Traffic, Fairport Convention, Quintessence, Pink Floyd (tervezett, de lemondták) | Ingyenes |
| 3       | 1978            | június 28–július 8.                                     | 500                                                                                   | nem volt – rögtönzött                                                          | | Ingyenes |
| 4       | 1979            | június 21-23.                                           | 12,000                                                                                | Tim Blake Peter Gabriel                                                        | Steve Hillage, The Alex Harvey Band, Sky, Footsbarn Theatre | £5       |
| 5       | 1981            | június 19-21.                                           | 18,000                                                                                | Hawkwind Ginger Baker                                                          | New Order, Taj Mahal, Aswad, Gordon Giltrap, Judie Tzuke, John Cooper Clarke, Gong, Matumbi, Robert Hunter, Supercharge, Talisman, Tim Blake | £8       |
| 6       | 1982            | június 18-20.                                           | 25,000                                                                                | Van Morrison Jackson Browne                                                    | Judie Tzuke, Richie Havens, Aswad, Steel Pulse, Thompson Twins, John Cooper Clarke, Climax Blues Band, The Blues Band, Talisman, A Certain Ratio, David Rappaport, Alexei Sayle, Incubus, The Greatest Show on Legs, U2 (tervezett, de lemondták) | £8       |
| 7       | 1983            | június 17-19.                                           | 30,000                                                                                | Curtis Mayfield UB40                                                           | The Beat, Marillion, King Sunny Adé, The Chieftains, Tom Paxton, Dennis Brown, The Enid, Jean-Philippe Rykiel, Incantation, Alexei Sayle, Aswad, A Certain Ratio, Dr. John, Alexis Korner, Black Roots, Melanie, Kevin Brown | £12      |
| 8       | 1984            | június 22-24.                                           | 35,000                                                                                | The Smiths Weather Report Black Uhuru                                          | Ian Dury, Joan Baez, The Waterboys, Fela Kuti, General Public, Dr. John, Fairport Convention, Christy Moore, Brass Construction, The Staple Singers, Billy Bragg, Amazulu, Paul Brady, Steve Jolliffe, The Band (tervezett, de nem jelentek meg) | £13      |
| 9       | 1985            | június 21-23.                                           | 40,000                                                                                | Echo & the Bunnymen Joe Cocker The Boomtown Rats                               | The Style Council, King, Ian Dury and The Blockheads, Aswad, Joe Cocker, Nick Lowe, Third World, Gregory Isaacs, Hugh Masekela, Clannad, Midnight Oil, Misty in Roots, The Pogues, Robin Williamson, Big Sound Authority, Working Week, Alexi Sayle | £16      |
| 10      | 1986            | június 20-22.                                           | 60,000                                                                                | The Cure The Psychedelic Furs Level 42                                         | Simply Red, Madness, Ruby Turner, Amazulu, That Petrol Emotion, Howard Hughes, Rodney Allen, Lloyd Cole, Black Uhuru, The Wailers Band, Loudon Wainwright III, John Martyn, Latin Quarter, The Housemartins, The Waterboys, The Pogues, Robert Cray Band, Christy Moore, Gil Scott-Heron | £17      |
| 11      | 1987            | június 19-21.                                           | 60,000                                                                                | Elvis Costello Van Morrison The Communards                                     | New Order, The Robert Cray Band, Los Lobos, Ben E. King, Taj Mahal, Trouble Funk, Richard Thompson, Courtney Pine, Hüsker Dü, Paul Brady, Men They Couldn't Hang, The Woodentops, The Mighty Lemon Drops, Misty in Roots, Michelle Shocked, World Party, Rodney Allen | £21      |
| 12      | 1989            | június 16-18.                                           | 65,000                                                                                | Elvis Costello Van Morrison Suzanne Vega                                       | All About Eve, The Bhundu Boys, Fairground Attraction, Hot House Flowers, Fela Anikulapo-Kuti, Mahlathini and the Mahotella Queens, Youssou N'Dour, Pixies, The Proclaimers, David Rudder, Throwing Muses, Alexei Sayle, Martin Stephenson and the Daintees, The Waterboys, Heathcote Williams, Womack & Womack, The Wonder Stuff, Flaco Jiménez, Lucinda Williams | £28      |
| 13      | 1990            | június 22-24.                                           | 70,000                                                                                | The Cure Happy Mondays Sinéad O'Connor                                         | Levellers, Ry Cooder and David Lindley, The Neville Brothers, Aswad, Deacon Blue, Hot House Flowers, De La Soul, Jesus Jones, James, Mano Negra, Del Amitri, Green on Red, Blue Aeroplanes, Archaos, World Party | £38      |
| 14      | 1992            | június 26-28.                                           | 70,000                                                                                | Carter USM Shakespears Sister Youssou N'Dour                                   | Lou Reed, Blur, Primal Scream, Carter USM, Sawdoctors, PJ Harvey, Levellers, Buddy Guy, The Fall, The House of Love, Richard Thompson, Billy Bragg, Morrissey (tervezett, de lemondta) | £49      |
| 15      | 1993            | június 25-27.                                           | 80,000                                                                                | The Black Crowes Christy Moore Lenny Kravitz (a Red Hot Chili Peppers helyett) | The Velvet Underground, Primal Scream, The Kinks, Van Morrison, Nanci Griffith, The Orb, Galliano, Stereo MC's, Robert Plant, Alison Moyet, Baaba Maal, The Black Crowes, Ian Dury and The Blockheads, Green on Red, The Tragically Hip, Hot House Flowers, Sawdoctors, Barenaked Ladies, Wynton Marsalis, PM Dawn, Suede, Lindisfarne | £58      |
| 16      | 1994            | június 24-26.                                           | 80,000                                                                                | Levellers Elvis Costello Peter Gabriel                                         | Johnny Cash, Rage Against the Machine, Spin Doctors, Björk, Radiohead, Blur, Oasis, Orbital, Pulp, Saint Etienne, Nick Cave and the Bad Seeds, Van Morrison, Jackson Browne, Dwight Yoakam, M People, Manic Street Preachers, The Pretenders, Beastie Boys, The Boo Radleys, Iris DeMent, Mary Black, John Hiatt | £59      |
| 17      | 1995            | június 23-25.                                           | 80,000                                                                                | Oasis Pulp (a The Stone Roses helyett) The Cure                                | The Offspring, Jeff Buckley, Page and Plant, The Shamen, The Black Crowes, PJ Harvey, Soul Asylum, War, The Lightning Seeds, Ozric Tentacles, Senser, Spearhead, Jamiroquai, Everything but the Girl, Indigo Girls, Dave Matthews Band, Simple Minds, Tanita Tikaram, Sawdoctors, Bootleg Beatles, The Charlatans, The Flaming Lips, Weezer, The Verve | £65      |
| 18      | 1997            | június 27-29.                                           | 90,000                                                                                | Radiohead The Prodigy Ash (Steve Winwood helyett)                              | The Smashing Pumpkins, Sting, Radiohead, Steve Winwood, Van Morrison, Sheryl Crow, Supergrass, Beck, Cast, Ocean Colour Scene, Dodgy, Billy Bragg, Nanci Griffith, Ray Davies, Levellers, Phish, Echo & the Bunnymen, Terrorvision, The Prodigy, Republica, Kula Shaker, The Chemical Brothers, Reef, Neneh Cherry, Jools Holland's Rhythm and Blues Orchestra, Shawn Colvin, Sharon Shannon, Beth Orton, Ani DiFranco, Neil Young (tervezett, de lemondta) | £75      |
| 19      | 1998            | június 26-28.                                           | 100,500                                                                               | Primal Scream Blur Pulp                                                        | Bob Dylan, Robbie Williams, Foo Fighters, Tony Bennett, Tori Amos, The Chemical Brothers, Roni Size, James, Tricky, Sonic Youth, Stereophonics Portishead, The Jesus and Mary Chain, Underworld, Placebo, Deftones, The Divine Comedy, Ian Brown, Embrace | £80      |
| 20      | 1999            | június 25-27.                                           | 100,500                                                                               | R.E.M. Manic Street Preachers Skunk Anansie                                    | The Beautiful South, Coldplay, Muse, Hole, Ash, Blondie, Underworld, Fun Lovin' Criminals, Texas, Lenny Kravitz, Bush, The Corrs, Al Green, Joe Strummer, Barenaked Ladies, Eliza Carthy, Bjorn Again, Ian Dury and The Blockheads, Beth Orton, Billy Bragg, Elliott Smith, Travis, Queens of the Stone Age, Lonnie Donegan, Suzanne Vega, Marianne Faithfull, Fatboy Slim | £83      |
| 21      | 2000            | június 23-25.                                           | 100,000                                                                               | David Bowie Travis The Chemical Brothers                                       | Muse, Coldplay, Cypress Hill, Pet Shop Boys, Ocean Colour Scene, The Chemical Brothers, Happy Mondays, Willie Nelson, Jools Holland, Wyclef Jean, Reef, Basement Jaxx, Burt Bacharach, Eagle-Eye Cherry, Sharon Shannon, The Wailers, Semisonic, Nine Inch Nails, Dandy Warhols, David Gray, Toploader, The Blue Aeroplanes, The Waterboys, Hot House Flowers, Suzanne Vega, Kate Rusby | £87      |
| 22      | 2002            | június 28-30.                                           | 140,000                                                                               | Coldplay Rod Stewart Stereophonics                                             | The White Stripes, Roger Waters, Isaac Hayes, Garbage, Manu Chao, Rolf Harris, Mis-Teeq, Fatboy Slim, Faithless, Orbital, Air, Kosheen | £97      |
| 23      | 2003            | június 27-29.                                           | 150,000                                                                               | R.E.M. Radiohead Moby                                                          | Manic Street Preachers, The Flaming Lips, Yes, Super Furry Animals, Primal Scream, Sugababes, David Gray, Doves, Feeder, The Coral, Supergrass, Turin Brakes, Idlewild, Suede, Sigur Rós, Damien Rice, Arthur Lee, De La Soul, Jimmy Cliff, The Damned, The Darkness, The Thrills, Tokyo Ska Paradise Orchestra | £105     |
| 24      | 2004            | június 25-27.                                           | 150,000                                                                               | Paul McCartney Oasis Muse                                                      | James Brown, Kings of Leon, Morrissey, Scissor Sisters, Franz Ferdinand, Goldfrapp | £112     |
| 25      | 2005            | június 24-26.                                           | 153,000                                                                               | The White Stripes Coldplay Basement Jaxx (Kylie Minogue helyett)               | The Killers, New Order, Primal Scream, Elvis Costello, Brian Wilson | £125     |
| 26      | 2007            | június 22-24.                                           | 135,000                                                                               | Arctic Monkeys The Killers The Who                                             | Adele, Arcade Fire, Arcadia Spectacular, Shirley Bassey, Björk, The Kooks, Amy Winehouse | £145     |
| 27      | 2008            | június 27-29.                                           | 134,000                                                                               | Kings of Leon Jay Z The Verve                                                  | Levellers, Leonard Cohen, Neil Diamond, Amy Winehouse, John Mayer, Foals, Goldfrapp | £155     |
| 28      | 2009            | június 26-28.                                           | 135,000                                                                               | Neil Young Bruce Springsteen Blur                                              | Pendulum, Status Quo, The Prodigy, The Specials, Lady Gaga, The Black Eyed Peas, Crosby, Stills & Nash, Franz Ferdinand, Spinal Tap | £175     |
| 29      | 2010            | június 25-27.                                           | 135,000                                                                               | Gorillaz (a U2 helyett) Muse Stevie Wonder                                     | Scissor Sisters, Shakira, The Flaming Lips, Jackson Browne, Pet Shop Boys, Ray Davies, Thom Yorke (Jonny Greenwooddal – titkos), Billy Bragg, Hybrid | £185     |
| 30      | 2011            | június 24-26.                                           | 135,000                                                                               | Beyoncé U2 Coldplay                                                            | B.B. King, Morrissey, Paul Simon, Wu-Tang Clan, Radiohead (titkos), Pulp (titkos), Primal Scream, The Wombles, Master Musicians of Joujouka, Paddy Nash (Billy Braggel) | £195     |
| 31      | 2013            | június 28-30.                                           | 135,000                                                                               | Arctic Monkeys The Rolling Stones Mumford & Sons                               | Dizzee Rascal, Ben Howard, Jake Bugg, Sir Bruce Forsyth, Primal Scream, Vampire Weekend, The Vaccines, Kenny Rogers, Beady Eye, Tame Impala, Hurts Portishead, Billy Bragg, Skrillex (titkos) | £205     |
| 32      | 2014            | június 27-29.                                           | 135,000                                                                               | Arcade Fire Metallica Kasabian                                                 | The 1975, Lily Allen, Arcadia Spectacular, The Black Keys, Blondie, Jake Bugg, Elbow, Dolly Parton, Goldfrapp, Imagine Dragons, Manic Street Preachers, Massive Attack, M.I.A., Pixies, Robert Plant, Lana Del Rey, Skrillex, Jack White, The Tuts, Billy Bragg | £210     |
| 33      | 2015            | június 24-28.                                           | 135,000                                                                               | Florence and the Machine (a Foo Fighters helyett) Kanye West The Who           | Lionel Richie, Motörhead, Pharrell Williams, The Libertines, Paul Weller, Deadmau5, Alt-J, Catfish and the Bottlemen, Paloma Faith, The Waterboys, George Ezra, Patti Smith, Thee Faction, The Chemical Brothers, Burt Bacharach, Enter Shikari, The Moody Blues, Billy Bragg, Jungle | £225     |
| 34      | 2016            | június 22-26.                                           | 135,000                                                                               | Muse Adele Coldplay                                                            | Jeff Lynne's ELO, PJ Harvey, Beck, Tame Impala, New Order, Foals, Ellie Goulding, Madness, Skepta, Disclosure, The 1975, The Last Shadow Puppets, Earth, Wind & Fire, Jake Bugg, Years & Years, ZZ Top, LCD Soundsystem, Bastille, Bring Me the Horizon, Wolf Alice, Damon Albarn, Cyndi Lauper, Gary Clark Jr., James, MØ, Christine and the Queens, Billy Bragg, M83 | £228     |
| 35      | 2017            | június 21-25.                                           | 135,000                                                                               | Radiohead Foo Fighters Ed Sheeran                                              | London Grammar, Biffy Clyro, Liam Gallagher, Katy Perry, Barry Gibb, The xx, The National, Lorde, Royal Blood, Goldfrapp, Stormzy, Chic, Major Lazer, Alt-J, Boy Better Know, The Jacksons, Kris Kristofferson, Laura Marling, Emeli Sandé, Dizzee Rascal, Solange, Run the Jewels, HAIM, Clean Bandit, George Ezra, Halsey, Busted, Elbow, First Aid Kit, Craig David, Jools Holland, Dua Lipa, Tove Lo, Jamie Cullum, Declan McKenna, Lucy Spraggan, Gabrielle Aplin, Kaiser Chiefs, Napalm Death, The Killers (titkos), Toots and the Maytals, Billy Bragg | £238     |
| 36      | 2019            | június 26-30.                                           | 135,000                                                                               | Stormzy The Killers The Cure                                                   | Kylie Minogue, Johnny Marr, Janet Jackson, George Ezra, Liam Gallagher, Vampire Weekend, Lauryn Hill, Miley Cyrus, Bastille, Hozier, Sheryl Crow, Anne-Marie, Years & Years, Tom Odell, Carrie Underwood, Mavis Staples, Björn Again, The Proclaimers, Tame Impala, The Chemical Brothers, Christine and the Queens, Jon Hopkins, Wu-Tang Clan, Janelle Monáe, Interpol, Sean Paul, The Streets, Cat Power, Hot Chip, Rex Orange County, Two Door Cinema Club, The Charlatans, The Lumineers, The BlundaBus, The Blue Aeroplanes, The Courteeners, Sigrid, Dave, Billie Eilish, Jorja Smith, Jungle, Kamasi Washington, Pale Waves, Bugzy Malone, Friendly Fires, Babymetal, Lewis Capaldi, Pet Shop Boys, Keane, Mac DeMarco, Lizzo, Bananarama, Jeff Goldblum, Basil Brush | £248     |
| 37      | 2020 (lemondva) | június 24-28.                                           | Lemondva a Covid19-pandémia miatt                                                     | Paul McCartney Taylor Swift Kendrick Lamar                                     | Diana Ross, Noel Gallagher's High Flying Birds, Lana Del Rey, Anderson Paak, Cage the Elephant, Camila Cabello, Candi Staton, Charli XCX, Dua Lipa, Angel Olsen, Big Time Rush, FKA Twigs, Haim, Kacey Musgraves, Thundercat, Glass Animals, Big Thief, Crowded House, Dizzee Rascal, Elbow, Sam Fender, Happy Mondays, Herbie Hancock, The Isley Brothers, Laura Marling, Manic Street Preachers, Declan McKenna, Pet Shop Boys, Primal Scream, Spice Girls, Sinéad O'Connor, The Specials, Thom Yorke, TLC | £265     |
| 38      | 2021 (lemondva) | Eredeti időpont: június 23-27. Livestream: május 22-23. | Lemondva a Covid19-pandémia miatt, helyette livestream formában lehetett megtekinteni | Coldplay                                                                       | Haim, Jorja Smith, Idles, Kano, Wolf Alice, Michael Kiwanuka, Damon Albarn, The Smile, George Ezra, Roisin Murphy | £20      |

## Díjak
| Év   | Díjátadó   | Kategória         | Jelölt      | Eredmény |
| ---- | ---------- | ----------------- | ----------- | -------- |
| 2010 | NME Awards | Legjobb fesztivál | Glastonbury | Győztes  |
| 2011 | NME Awards | Legjobb fesztivál | Glastonbury | Győztes  |
| 2012 | NME Awards | Legjobb fesztivál | Glastonbury | Győztes  |
| 2014 | NME Awards | Legjobb fesztivál | Glastonbury | Győztes  |
| 2015 | NME Awards | Legjobb fesztivál | Glastonbury | Győztes  |
| 2016 | NME Awards | Legjobb fesztivál | Glastonbury | Győztes  |
| 2017 | NME Awards | Legjobb fesztivál | Glastonbury | Győztes  |
| 2018 | NME Awards | Legjobb fesztivál | Glastonbury | Győztes  |
| 2019 | NME Awards | Legjobb fesztivál | Glastonbury | Győztes  |
| 2020 | NME Awards | Legjobb fesztivál | Glastonbury | Győztes  |

## Magyar fellépők a fesztiválon
- Besh o droM
- Európa Kiadó
- Realistic Crew
- Magyar Péter
- Baba Yaga (1992)
- Pettik Ádám (2000)